# Jamamoto Szakon
Jamamoto Szakon (山本 左近, nyugaton: Yamamoto Sakon, Tojohasi, 1982. július 9. –) japán autóversenyző, 2006-ban a Super Aguri, 2007-ben a Spyker csapatoknál, összesen tizennégy Formula–1-es nagydíjon vett részt. 2010-ben a Hispania Racing csapat pilótája.

## Pályafutása
2001 és 2004 között különböző Formula–3-as bajnokságokban versenyzett. Szakon ez időszak alatt a német, az olasz és a japán Formula–3-as sorozatok futamain vett részt.
2005-ben tizedikként zárt a Formula Nippon sorozatban, valamint egy győzelmet szerzett a japán Super GT bajnokságban. Az év folyamán több tesztlehetőséget is kapott a Formula–1-es Jordan-istállónál.

### Formula–1

#### Super Aguri

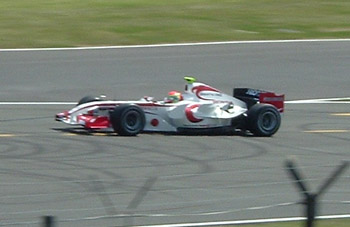
A Super Aguri autójában a brit nagydíj szabadedzésén

2006-ban a brit nagydíjon került a Super Aguri alakulatához, mint a csapat harmadik számu pilótája. Szakon a versenyek pénteki szabadedzésén vehetett részt, ám a japán istálló vezetősége mindinkább őt akarta Szató Takuma mellé versenyzőnek a francia Franck Montagny helyett, így a német nagydíjtól kezdve már ő vezette a csapat másik autóját a futamokon. Első időmérő edzésén több mint három másodpercet kapott Szatótól, és csak az idő nélkül teljesítő Scott Speedet előzte meg. A futamon pedig már az első körben kiesett autója meghibásodása miatt. Nem ért célba a magyar, a török és az olasz versenyeken sem, majd a szezon utolsó három futamán minden alkalommal az utolsó értékelhető pozícióban zárt.

#### Spyker F1

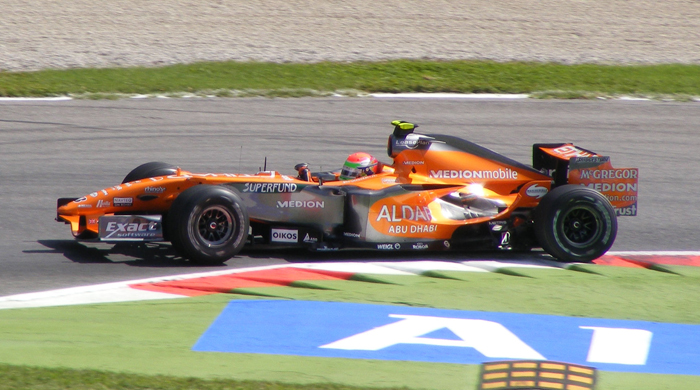
Spyker versenyzőjeként az olasz nagydíjon

A 2007-es évet a Super Aguri tesztpilótájaként kezdte, valamint az év első felében a GP2-es sorozatban szerepelt. A Spyker-istálló az európai nagydíj után azonban őt szerződtette Christijan Albers helyére a versenyzői posztra. Szakon így a magyar nagydíjtól kezdődően már a Formula–1-es mezőny tagja volt és a szezon összes hátralevő futamán rajhoz állt, legjobb helyezése az esős japán nagydíjon elért 12. hely volt.

#### Renault F1
2008-ban tesztelte az R28-at Lucas di Grassi és Romain Grosjean mellett.

#### Hispania Racing

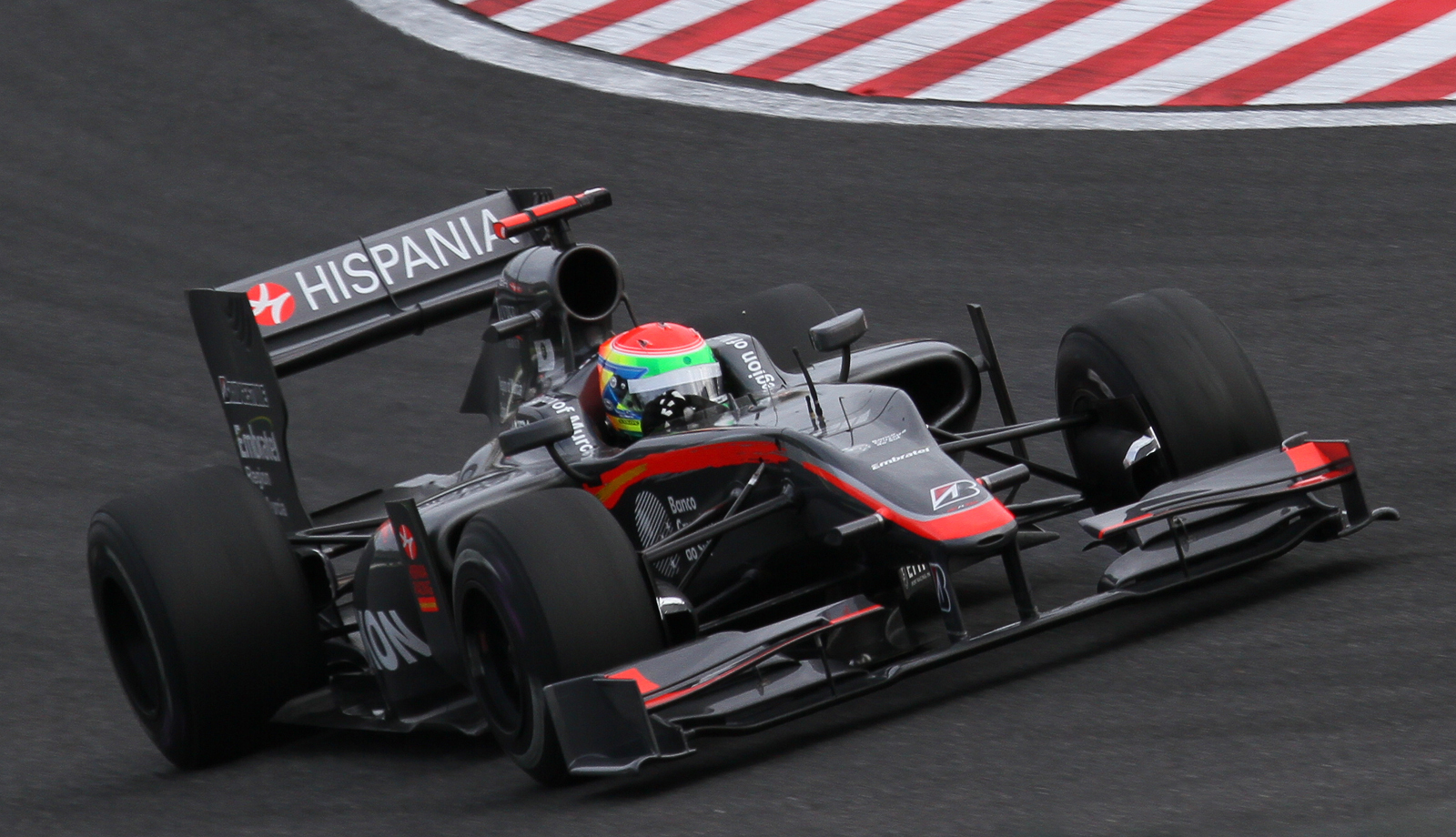
Szakon a japán nagydíj egyik szabadedzésén

2010. április 17-én, a kínai nagydíj időmérő edzése után bejelentették, hogy ő lesz a Hispania Racing teszt- és tartalékversenyzője a szezon során. A szabályok nem adnak lehetőséget szezonközi tesztelésre, így Szakon a pénteki szabadedzéseken kapott lehetőséget a csapatnál. A brit nagydíjon ő került a versenyzői posztra, a brazil Bruno Senna helyére. Az időmérő edzésen Karun Chandhok mögött az utolsó pozícióban zárt, a futamon pedig utolsó célbaérkezőként a huszadik helyen végzett. A német versenytől Senna felváltotta Chandhokot és újra mezőny részese lett. Szakon motorhiba miatt nem ért célba a német futamon, majd a Hungaroringen és az esős belga nagydíjon újfent utolsóként zárt.Olaszországban megelőzte Lucas di Grassit. Szingapúrban nem vett részt a versenyen. Japánban 16., Koreában 15. helyen végzett. Brazíliában és Abu Dzabiban Christian Klien helyettesítette. A világbajnokságban 26. lett.

### GP2
Rövid Formula–1-es szereplését követően a 2007-es szezonra a GP2-es szériába tért át. A szezont a BCN Competición alakulatánál kezdte és egészen a nürburgringi európa nagydíjig a sorozat résztvevője volt. Ezt követően az idény hátralévő részére visszatért a Formula–1-be a Spyker csapatához.
2008-ban a szezon második felében, a német versenyen csatlakozott a sorozathoz. Szakon az olasz Luca Filippit váltotta az ART Grand Prix-nál. A magyar nagydíj sprintversenyén megszerezte első pontjait a GP2-ben. Három pontjával végül a huszonharmadik helyen zárta a pontversenyt. A szezon végeztével az októberben indult GP2 Asia Series futamain vett részt. Ezt a bajnokságot a kilencedik helyen zárta.

## Eredményei

### Teljes Formula–1-es eredménysorozata
(Táblázat értelmezése)

(Félkövér: pole-pozícióból indult; dőlt: leggyorsabb kört futott) 

| Év   | Csapat      | 1   | 2   | 3   | 4   | 5   | 6   | 7      | 8      | 9      | 10     | 11     | 12     | 13     | 14     | 15     | 16     | 17     | 18     | 19  | Helyezés | Pont |
| ---- | ----------- | --- | --- | --- | --- | --- | --- | ------ | ------ | ------ | ------ | ------ | ------ | ------ | ------ | ------ | ------ | ------ | ------ | --- | -------- | ---- |
| 2005 | Jordan      | AUS | MAL | BHR | SMR | ESP | MON | EUR    | CAN    | USA    | FRA    | GBR    | GER    | HUN    | TUR    | ITA    | BEL    | BRA    | JPN Tp | CHN | –        | –    |
| 2006 | Super Aguri | BHR | MAL | AUS | SMR | EUR | ESP | MON    | GBR Tp | CAN Tp | USA Tp | FRA Tp | GER Ki | HUN Ki | TUR Ki | ITA Ki | CHN 16 | JPN 17 | BRA 16 |     | 26.      | 0    |
| 2007 | Spyker      | AUS | MAL | BHR | ESP | MON | CAN | USA    | FRA    | GBR    | EUR    | HUN Ki | TUR 20 | ITA 20 | BEL 17 | JPN 12 | CHN 17 | BRA Ki |        |     | 24.      | 0    |
| 2010 | HRT         | BHR | AUS | MAL | CHN | ESP | MON | TUR Tp | CAN    | EUR    | GBR 20 | GER Ki | HUN 19 | BEL 20 | ITA 19 | SIN    | JPN 16 | KOR 15 | BRA    | UAE | 26.      | 0    |

### Teljes GP2-es eredménysorozata
(Táblázat értelmezése)

(Félkövér: pole-pozícióból indult; dőlt: leggyorsabb kört futott) 

| Év   | Csapat          | 1          | 2          | 3         | 4          | 5          | 6          | 7          | 8          | 9          | 10         | 11         | 12         | 13         | 14        | 15         | 16         | 17         | 18         | 19         | 20         | 21      | Helyezés | Pont |
| ---- | --------------- | ---------- | ---------- | --------- | ---------- | ---------- | ---------- | ---------- | ---------- | ---------- | ---------- | ---------- | ---------- | ---------- | --------- | ---------- | ---------- | ---------- | ---------- | ---------- | ---------- | ------- | -------- | ---- |
| 2007 | BCN Competicion | BHR FEA 11 | BHR SPR 14 | ESP FEA 9 | ESP SPR 18 | MON FEA Ki | FRA FEA 11 | FRA SPR 13 | GBR FEA 16 | GBR SPR Ki | EUR FEA 13 | EUR SPR 11 | HUN FEA    | HUN SPR    | TUR FEA   | TUR SPR    | ITA FEA    | ITA SPR    | BEL FEA    | BEL SPR    | VAL FEA    | VAL SPR | 30.      | 0    |
| 2008 | ART Grand Prix  | ESP FEA    | ESP SPR    | TUR FEA   | TUR SPR    | MON FEA    | MON SPR    | FRA FEA    | FRA SPR    | GBR FEA    | GBR SPR    | GER FEA 12 | GER SPR Hn | HUN FEA 10 | HUN SPR 4 | EUR FEA Ki | EUR SPR Ki | BEL FEA 18 | BEL SPR Ki | ITA FEA Ki | ITA SPR Ki |         | 23.      | 3    |

### Teljes GP2 Asia Series eredménysorozata
(Táblázat értelmezése)

(Félkövér: pole-pozícióból indult; dőlt: leggyorsabb kört futott) 

| Év      | Csapat         | 1         | 2          | 3         | 4         | 5          | 6          | 7          | 8          | 9          | 10         | 11        | 12        | Helyezés | Pont |
| ------- | -------------- | --------- | ---------- | --------- | --------- | ---------- | ---------- | ---------- | ---------- | ---------- | ---------- | --------- | --------- | -------- | ---- |
| 2008–09 | ART Grand Prix | CHN FEA 3 | CHN SPR 14 | UAE FEA 8 | UAE SPR T | BHR FEA 17 | BHR SPR 11 | QAT FEA Ki | QAT SPR 14 | MAL FEA 12 | MAL SPR Ki | BHR FEA 6 | BHR SPR 4 | 9.       | 13   |